# 疏口村
疏口村，又名疎口村，是中华人民共和国江西省抚州市金溪县琅琚镇下辖的一个村。
疏口村是一个吴姓古村落，是明代吴悌、吴仁度父子进士的故里。村中保存完整的历史风貌，18条传统街巷和149栋明清古建筑，包括天官第、司马第、明经第、大夫第等官宅民居，恒三公祠溢祠、咨礼公祠、增祠、贤祠等祠堂，以及东壁书房、两节孝牌坊等
2014年11月25日，疏口村公布为第三批中国传统村落。
2019年1月21日公布，疏口村公布为第七批中国历史文化名村。

## 文物保护单位
以下为金溪县疏口村范围内的江西省文物保护单位：
| 名称            | 编号    | 类型   | 所在 | 时代 | 图片 |
| --------------- | ------- | ------ | ---- | ---- | ---- |
| 金溪宗祠 - 溢祠 | 6-3-042 | 古建筑 |      |      |      |